# Patrick Mendelin
Patrick Mendelin  (* 1987) ist ein Schweizer Unihockeyspieler. Er steht beim Nationalliga-A-Verein Unihockey Basel Regio unter Vertrag.
Der gebürtige Oberwiler ist eine der prägendsten Personen im Schweizer Unihockeysport. Seit 2008 zählt er zu den Leistungsträgern der Nationalmannschaft, erzielte in seinen 111 absolvierten Länderspielen 66 Tore und gewann dreimal eine WM-Bronzemedaille. Dazu kommen neun Schweizermeistertitel mit dem SV Wiler-Ersigen.

## Karriere

### Verein
Mendelin debütierte 2004 in der ersten Mannschaft von Basel Magic in der Nationalliga B, nachdem er beim TV Oberwil und den Nachwuchs von Basel Magic durchlaufen hatte. Nach seiner ersten Saison und dem Aufstieg in die Nationalliga A verlängerte er seine Vertragslaufzeit um ein Jahr. Im März 2006 verkündete der SV Wiler-Ersigen den Transfer des U19-Nationalspielers.
Im Jahr 2015 wechselte Mendelin mit einer Doppellizenz an das Rheinknie zum Unihockey Basel Regio. Nachdem sich Unihockey Basel Regio für die Playoffs qualifiziert hatte, wechselte Mendelin zum Jahresbeginn 2018 definitiv an das Rheinknie.
Im Dezember 2020 kehrte er  zu seinem früheren Verein SV Wiler-Ersigen zurück, solange der Spielbetrieb in der Nationalliga B aufgrund der Corona-Pandemie unterbrochen ist.
In der Saison 2021–2022 steigt Patrick Mendelin mit Unihockey Basel Regio in die NLA auf.